# Réserve écologique Léon-Provancher
Ne doit pas être confondu avec le Réserve naturelle du Marais-Léon-Provancher située à Neuville.
La réserve écologique Léon-Provancher est située à Bécancour sur la rive nord du lac Saint-Paul.  La réserve protège des milieux humides caractéristiques de la région du lac Saint-Pierre.
Le nom de la réserve rend hommage à l'abbé Léon Provancher (1820-1892), naturaliste et botaniste canadien.